# Combai
Der Combai ist eine nicht FCI anerkannte Hunderasse aus Indien.

## Herkunft und Beschreibung
Der Combai, der Indische Bärenhund, ist in Südindien beheimatet und wurde seit dem neunten Jahrhundert zur Jagd auf das Wildschwein, auf Wasserbüffel und Hirsche verwendet. Er ähnelt dem Rajapalayam, ist jedoch kleiner und wirkt dadurch schwerer und robuster. Sein Fell ist kurz, von rötlicher Farbe, mit schwarzem Aalstrich. Der windhundlängliche Kopf hat herabhängende Ohren und eine schwarze Maske.

## Wesen und Verwendung
Dieser agile, lebhafte Hund findet neben seiner Verwendung als Jagdhund auch seinen Platz als Wachhund, wo er seine Aufgabe besser versieht als der Rajapalayam.
Den Synonym Indischer Pitbull, hat der Combai seinem Charakter zu verdanken. Der Hund weist dominante Wesenzüge auf und gilt als aggressiv. Außerdem gilt er als eine beschützende Hunderasse. Rassetypische Krankheiten können keine nachgewiesen werden.